# Stigmaeidae
Stigmaeidae zijn  een familie van mijten. Bij de familie zijn circa 30 geslachten en ruim 500 soorten ingedeeld.

## Taxonomie
De volgende taxa zijn bij de familie ingedeeld:
- Geslacht Agistemus Summers, 1960
  - Agistemus terminalis (Quayle, 1912)
    - = Caligonus terminalis Quayle, 1912

  - Agistemus africana (Meyer & Ryke, 1960)
    - = Mediolata africana Meyer & Ryke, 1960

  - Agistemus ampliatus Fan, Chen & Lin, 1997
  - Agistemus aramatai Gupta, 1991
  - Agistemus arcypaurus Gonzalez, 1965
  - Agistemus bakeri Gonzalez, 1965
  - Agistemus brasiliensis Matioli, Ueckermann & de-Oliveira, 2002
  - Agistemus brideliae Gonzalez, 1965
  - Agistemus caissara de-Arruda-Filho & Moraes, 2003
  - Agistemus camerounensis Bolland & Ueckermann, 1984
  - Agistemus citrinus Ehara, 1967
  - Agistemus clavatus Gonzalez, 1965
  - Agistemus collyerae Gonzalez, 1963
  - Agistemus congolensis Gonzalez, 1965
  - Agistemus cycloblanopsis Hu & Chen, 1994
  - Agistemus cyprius Gonzalez, 1965
  - Agistemus denotatus Gonzalez, 1965
  - Agistemus divisus Gonzalez, 1965
  - Agistemus edulis Gupta, 1991
  - Agistemus ecuadoriensis Gonzalez, 1965
  - Agistemus exsertus Gonzalez, 1963
    - = Agistemus lichuanensis Hu & Chen, 1994

  - Agistemus fanari Dosse, 1967
  - Agistemus fleschneri Summers, 1960
  - Agistemus floridanus Gonzalez, 1965
  - Agistemus gamblei Gupta, 1991
  - Agistemus garrulus Chaudhri, 1974
  - Agistemus giganteus Ehara & Wongsiri, 1984
  - Agistemus gratus Kuznetsov & Vainstein, 1976
  - Agistemus heterophylla Gupta, 1991
  - Agistemus herbarius Kuznetsov & Vainstein, 1976
  - Agistemus huangshanensis Hu & Hu, 1998
  - Agistemus hystrix Gupta, 1991
  - Agistemus iburiensis Ehara, 1985
  - Agistemus ikusimai (Shiba, 1978)
    - = Zetzellia ikusimai Shiba, 1978

  - Agistemus impavidus Chaudhri, 1974
  - Agistemus industani Gonzalez, 1965
  - Agistemus inflatus Meyer, 1969
  - Agistemus infissus Flechtmann, Kreiter, Etienne & Moraes, 2000
  - Agistemus javanicum Gupta, 1991
  - Agistemus junipreus Hu & Chen, 1994
  - Agistemus lakoocha Gupta, 1991
  - Agistemus lichanensis Hu & Chen Hu, 1994
  - Agistemus litchii (Tseng, 1982)
    - = Zetzellia litchii Tseng, 1982

  - Agistemus lobatus Ehara, 1964
  - Agistemus longanae (Tseng, 1982)
    - = Zetzellia longanae Tseng, 1982

  - Agistemus longisetus Gonzalez, 1963
  - Agistemus malayensis Ehara, 1993
  - Agistemus macrommatus Gonzalez, 1965
  - Agistemus mirabilis Chaudhri, 1974
  - Agistemus miyiensis Fan, Chen & Lin, 1997
  - Agistemus nagrii Akbar, Aheer & Ishtiaq, 1993
  - Agistemus novazelandicus Gonzalez, 1963
  - Agistemus obscura Gupta, 1991
  - Agistemus orbicularis Ehara & Oomen-Kalsbeek, 1983
  - Agistemus palmae de-Arruda-Filho & Moraes, 2003
  - Agistemus pieteri Ehara & Oomen-Kalsbeek, 1983
  - Agistemus pinus Hu & Chen, in Hu, Chen & Huang 1997
  - Agistemus prinia Gupta & Paul, 1985
  - Agistemus sanctiluciae Meyer, 1969
  - Agistemus siamensis Ehara & Wongsiri, 1984
  - Agistemus simplex Gonzalez, 1965
  - Agistemus spinosus (Tseng, 1982)
    - = Zetzellia spinosus Tseng, 1982

  - Agistemus striolatus Gonzalez, 1965
  - Agistemus subreticulatus (Wood, 1967)
    - = Zetzellia subreticulatus Wood, 1967[1]

  - Agistemus sumatrensis Ehara & Oomen-Kalsbeek, 1983
  - Agistemus summersi Ehara, 1964
  - Agistemus takagii Ehara, 1993
  - Agistemus tarsilobus Flechtmann, 1995
  - Agistemus thaianus Ehara & Wongsiri, 1984
  - Agistemus tranatolensis Meyer, 1969
  - Agistemus tucumanensis Gonzalez, 1965
  - Agistemus unguiparvus Gonzalez, 1965
  - Agistemus yunusi Chaudhri, 1974
- Geslacht Austrostigmaeus Fan & Beard, 2006[2]
  - Austrostigmaeus walteri Fan & Beard, 2006
- Geslacht Caligohomus Habeeb, 1966
  - Caligohomus aquaticus (Habeeb, 1961)
    - = Homocaligus aquaticus Habeeb, 1961
- Geslacht Cheylostigmaeus Willmann, 1951
  - Cheylostigmaeus grandiceps Willmann, 1951
  - Cheylostigmaeus angustimaxillatus Willmann, 1953
  - Cheylostigmaeus aphatos Chaudhri, 1979
  - Cheylostigmaeus austriacus Willmann, 1951
  - Cheylostigmaeus californicus Summers & Ehara, 1965
  - Cheylostigmaeus farius Chaudhri, 1979
  - Cheylostigmaeus howellsi Evans, 1954
  - Cheylostigmaeus immitis Chaudhri, 1979
  - Cheylostigmaeus iranensis Khanjani & Ueckermann, 2002
  - Cheylostigmaeus kazakhstanicus Kuznetsov, 1984
  - Cheylostigmaeus longisetosus Willmann, 1951
  - Cheylostigmaeus luxtoni Wood, 1968
  - Cheylostigmaeus marinus Willmann, 1957
  - Cheylostigmaeus midnapurensis Gupta & Paul, 1985
  - Cheylostigmaeus mirabilis Wood, 1971
  - Cheylostigmaeus multidentatus Summers & Ehara, 1965
  - Cheylostigmaeus oudemansi (Meyer & Ryke, 1960)
    - = Villersia oudemansi Meyer & Ryke, 1960

  - Cheylostigmaeus pannonicus Willmann, 1951
  - Cheylostigmaeus proximus Kuznetsov, 1984
  - Cheylostigmaeus salinus Evans, 1954
  - Cheylostigmaeus scutatus (Halbert, 1920)
    - = Raphignathus scutatus Halbert, 1920

  - Cheylostigmaeus taiwanicus Tseng, 1989
  - Cheylostigmaeus torulus Summers, 1957
- Geslacht Eryngiopus Summers, 1964
  - = Erynglpusopsis Y. H. Tseng, 1982
  - Eryngiopus affinis Barilo, 1987
  - Eryngiopus arboreus Wood, 1967[1]
  - Eryngiopus baker (McGregor, 1959)
    - = Macrostigmaeus baker McGregor, 1959
    - = Eryngiopus longurius Summers, 1964

  - Eryngiopus bidens Meyer, 1969
  - Eryngiopus bifidus Wood, 1967[1]
  - Eryngiopus cirrus (Chaudhri, 1979)
    - = Apostigmaeus cirrus Chaudhri, 1979

  - Eryngiopus citri Rakha & McCoy, 1984
  - Eryngiopus citri Gupta, 1990
  - Eryngiopus coimbatorensis Gupta & David, 1990
  - Eryngiopus custodis van-Dis & Ueckermann, 1993
  - Eryngiopus dicrotrichus Fan, Zhang & Liu, 2000
  - Eryngiopus discus Meyer, 1969
  - Eryngiopus elongatus (Tseng, 1982)
    - = Erynglpusopsis elongatus Tseng, 1982

  - Eryngiopus gracilis Summers, 1964
  - Eryngiopus harteni van-Dis & Ueckermann, 1993
  - Eryngiopus hortus (Chaudhri, 1979)
    - = ApoStigmaeus hortus Chaudhri, 1979

  - Eryngiopus jiangxiensis Hu & Chen, 1992
  - Eryngiopus lindei Meyer, 1969:
  - Eryngiopus microsetus Summers, 1964:
  - Eryngiopus nanchangensis Hu & Chen, 1994
  - Eryngiopus nelsonensis Wood, 1971
  - Eryngiopus parsimilis Ueckermann & Smith-Meyer, 1987
  - Eryngiopus siculus Vacante & Gerson, 1987
  - Eryngiopus similis Wood, 1967[1]
  - Eryngiopus summersi Gomaa & El-Enany, 1985
  - Eryngiopus summersi Vacante & Gerson, 1988
  - Eryngiopus tauricus Kuznetsov, 1978
  - Eryngiopus vagantis Summers, 1964
  - Eryngiopus woodi Gomaa & El-Enany, 1985
  - Eryngiopus yasumatsui Ehara & Wongsiri, 1984
  - Eryngiopus yemenensis van-Dis & Ueckermann, 1993
- Geslacht Eustigmaeus Berlese, 1910
  - = Ledermuelleria Oudemans, 1923
  - = Wooderia Rimando & Corpuz-Raros, 1997
  - = Chaudhria Rimando & Corpuz-Raros, 1997
  - Eustigmaeus kermesinus (C.L.Koch, 1841)
    - = Stigmaeus kermesinus C.L.Koch, 1841

  - Eustigmaeus acidophila (Wood, 1972)
    - = Ledermuelleria acidophila Wood, 1972

  - Eustigmaeus anauniensis (Canestrini, 1889)
    - = Raphignathus anauniensis Canestrini, 1889
    - = Raphygnathus pectinatus Ewing, 1917
    - = Ledermuelleria pectinatus Oudemans, 1923
    - = Eustigmaeus granulosus Willmann, 1951

  - Eustigmaeus arctica (Wood, 1972)
    - = Ledermuelleria arctica Wood, 1972

  - Eustigmaeus arcuata (Chaudhri, 1965)
    - = Ledermuelleria arcuata Chaudhri, 1965

  - Eustigmaeus baguioensis Rimando & Corpuz-Raros, 1997
  - Eustigmaeus bali Dogan & Ayyildiz, 2003
  - Eustigmaeus barrioni Rimando & Corpuz-Raros, 1997
  - Eustigmaeus brevirostris (Wood, 1971)
    - = Ledermuelleria brevirostris Wood, 1971

  - Eustigmaeus brevis (Banks, 1910)
    - = Raphignathus brevis Banks, 1910

  - Eustigmaeus brevisetosa (Wood, 1966)
    - = Ledermuelleria brevisetosa Wood, 1966

  - Eustigmaeus brevivestitus Kazmierski & Donczyk, 2003
  - Eustigmaeus bryonemus Flechtmann, 1985
  - Eustigmaeus capella (Chaudhri, 1965)
    - = Ledermuelleria capella Chaudhri, 1965

  - Eustigmaeus changbaiensis (Bei & Yin, 1995)
    - = Ledermuelleria changbaiensis Bei & Yin, 1995

  - Eustigmaeus chilensis (Chaudhri, 1965):
    - = Ledermuelleria chilensis Chaudhri, 1965

  - Eustigmaeus clavatus (Canestrini & Fanzago, 1876)
    - = Caligonus clavatus Canestrini & Fanzago, 1876
    - = Raphignathus tessellatus Ewing, 1909

  - Eustigmaeus clavigera (Wood, 1966)
    - = Ledermuelleria clavigera Wood, 1966

  - Eustigmaeus collarti (Cooreman, 1955)
    - = Caligonus collarti Cooreman, 1955

  - Eustigmaeus collegiensis (Wood, 1972)
    - = Ledermuelleria collegiensis Wood, 1972

  - Eustigmaeus coronaria (Kuznetsov, 1977)
    - = Ledermuelleria coronaria Kuznetsov, 1977

  - Eustigmaeus corticola (Wood, 1966)
    - = Ledermuelleria corticola Wood, 1966

  - Eustigmaeus craticula (Summers & Price, 1961)
    - = Ledermuelleria craticula Summers & Price, 1961

  - Eustigmaeus depuratus Tseng, 1982
  - Eustigmaeus distincta (Wood, 1966)
    - = Ledermuelleria distincta Wood, 1966

  - Eustigmaeus dumosa(Wood, 1966)
    - = Ledermuelleria dumosa Wood, 1966

  - Eustigmaeus dyemkoumai (Abonnenc, 1970)
    - = Ledermuelleria dyemkoumai Abonnenc, 1970

  - Eustigmaeus edenvillensis Ueckermann & Smith-Meyer, 1987
  - Eustigmaeus ensifer Tseng, 1982
  - Eustigmaeus etruscus (Berlese, 1910)
    - = Raphignathus etruscus Berlese, 1910

  - Eustigmaeus favosa (Sellnick, 1932)
    - = Ledermuelleria favosa Sellnick, 1932

  - Eustigmaeus erciyesiensis Dogan, Ayyildiz & Fan, 2003
  - Eustigmaeus firmus Tseng, 1982
  - Eustigmaeus foliaceus Tseng, 1982
  - Eustigmaeus formosus Kazmierski & Donczyk, 2003
  - Eustigmaeus frigida (Habeeb, 1958)
    - = Ledermuelleria frigida Habeeb, 1958

  - Eustigmaeus fujianicus Zhang, 1993
  - Eustigmaeus gamma (Chaudhri, 1965)
    - = Ledermuelleria gamma Chaudhri, 1965

  - Eustigmaeus gersoni (Wood, 1972)
    - = Ledermuelleria gersoni Wood, 1972

  - Eustigmaeus gorgasi (Chaudhri, 1965)
    - = Ledermuelleria gorgasi Chaudhri, 1965

  - Eustigmaeus granulosa (Wood, 1966)
    - = Ledermuelleria granulosa Wood, 1966

  - Eustigmaeus gulingensis Hu & Chen, in Hu, Chen & Huang 1996
  - Eustigmaeus ioanninensis Kapaxidi & Papadoulis, 1999
  - Eustigmaeus jiangxiensis Hu, Chen & Huang, 1996
  - Eustigmaeus johnstoni Zhang & Gerson, 1995
  - Eustigmaeus kauaiensis Swift, Gerson & Goff, 1985
  - Eustigmaeus kentingensis Tseng, 1982
  - Eustigmaeus lacuna (Summers, 1957)
    - = Ledermuelleria lacuna Summers, 1957

  - Eustigmaeus lirella (Summers & Price, 1961)
    - = Ledermuelleria lirella Summers & Price, 1961

  - Eustigmaeus longi Hu & Chen, in Hu, Chen & Huang 1996
  - Eustigmaeus longipilis (Halbert, 1923)
    - = Raphignathus longipilis Halbert, 1923

  - Eustigmaeus longisetosa (Willmann, 1956):
    - = Ledermuelleria longisetosaWillmann, 1956

  - Eustigmaeus maladahon (Rimando & Corpuz-Raros, 1997)
    - = Ledermuelleria maladahon Rimando & Corpuz-Raros, 1997

  - Eustigmaeus manapouriensis (Wood, 1966)
    - = Ledermuelleria manapouriensis Wood, 1966

  - Eustigmaeus manus Rimando & Corpuz-Raros, 1997
  - Eustigmaeus marginatus Zhang, 1993
  - Eustigmaeus microsegnis (Chaudhri, 1965)
    - = Ledermuelleria microsegnis Chaudhri, 1965

  - Eustigmaeus mineus Barilo, 1989
  - Eustigmaeus mixta (Wood, 1966)
    - = Ledermuelleria mixta Wood, 1966

  - Eustigmaeus modiolus (Summers & Price, 1961)
    - = Ledermuelleria modiolus Summers & Price, 1961

  - Eustigmaeus molawini Rimando & Corpuz-Raros, 1997
  - Eustigmaeus mollis (Wood, 1971)
    - = Ledermuelleria mollis Wood, 1971

  - Eustigmaeus myrteus (Chaudhri, 1965)
    - = Ledermuelleria myrteus Chaudhri, 1965

  - Eustigmaeus nasrinae Khanjani & Ueckermann, 2002
  - Eustigmaeus ornatus Ueckermann & Smith-Meyer, 1987
  - Eustigmaeus ottavii Berlese, 1910
    - = Ledermuelleria ottavi (Berlese, 1910)

  - Eustigmaeus oudemani (Thor, 1930)
    - = Ledermulleria oudemani Thor, 1930

  - Eustigmaeus ovatus (Chaudhri, 1965)
    - = Ledermuelleria ovatus Chaudhri, 1965

  - Eustigmaeus parasiticus (Chaudhri, 1965)
    - = Ledermuelleria parasiticus Chaudhri, 1965

  - Eustigmaeus parryorum (Gupta, 1991)
    - = Ledermuelleria parryorum Gupta, 1991

  - Eustigmaeus parvisetus (Chaudhri, 1965)
    - = Ledermuelleria parvisetus Chaudhri, 1965

  - Eustigmaeus philippica Rimando & Corpuz-Raros, 1997
    - = Wooderia philippica Rimando & Corpuz-Raros, 1997

  - Eustigmaeus pinnata (Kuznetsov, 1977)
    - = Ledermuelleria pinnata Kuznetsov, 1977

  - Eustigmaeus plumifer (Halbert, 1923)
    - = Raphignathus plumifer Halbert, 1923

  - Eustigmaeus powersi Habeeb, 1961
  - Eustigmaeus ptenopus Ueckermann & Smith-Meyer, 1987
  - Eustigmaeus pulchellus (Thor, 1930)
    - = Liostigmaeus pulchellus Thor, 1930

  - Eustigmaeus reticulatellus (Habeeb, 1961)
    - = Ledermuelleria reticulatellus Habeeb, 1961

  - Eustigmaeus rarosi Rimando & Corpuz-Raros, 1997
  - Eustigmaeus rhodomela (Koch, 1841)
    - = Celaeno rhodomela Koch, 1841
    - = Acarus maculatus Schrank, 1803
    - = Raphignathus patrius Berlese, 1885

  - Eustigmaeus rotunda (Wood, 1972)
    - = Ledermuelleria rotunda Wood, 1972

  - Eustigmaeus sagittatus Tseng, 1982
  - Eustigmaeus schusteri (Summers & Price, 1961)
    - = Ledermuelleria schusteri Summers & Price, 1961

  - Eustigmaeus sculptus Dogan, Ayyildiz & Fan, 2003
  - Eustigmaeus segnis (C.L.Koch, 1836)
    - = Caligonus segnis C.L.Koch, 1836

  - Eustigmaeus simplex (Wood, 1966)
    - = Ledermuelleria simplex Wood, 1966

  - Eustigmaeus smithi (Chaudhri, 1965)
    - = Ledermuelleria smithi Chaudhri, 1965

  - Eustigmaeus spathatus Ueckermann & Smith-Meyer, 1987
  - Eustigmaeus tessellatus (Ewing, 1909)
    - = Raphignathus tessellatus Ewing, 1909

  - Eustigmaeus tongshiensis Hu & Liang, 1994
  - Eustigmaeus truncaltus (Halbert, 1923)
    - = Raphignathus truncaltus Halbert, 1923

  - Eustigmaeus turcicus Dogan & Ayyildiz, 2003
  - Eustigmaeus variolatus Barilo, 1987
  - Eustigmaeus wuningensis Hu, Huang & Chen, 1994
  - Eustigmaeus yandangensis Hu, Zha & Zhu, 1994
  - Eustigmaeus yanwenae Hu, Zha & Zhu, 1994
  - Eustigmaeus zhengyii Hu & Zhu, 1994
- Geslacht Gymnostigmaeus Ehara & Ueckermann, 2006[3]
  - Gymnostigmaeus akaminei Ehara & Ueckermann, 2006
- Geslacht Indostigmaeus Gupta & Ghosh, 1980
  - Indostigmaeus rangatensis Gupta & Ghosh, 1980
- Geslacht Ledermuelleriopsis Willmann, 1953
  - = Ledermulleriopsis
  - Ledermuelleriopsis triscutata Willmann, 1951
  - Ledermuelleriopsis armata Tseng, 1982
  - Ledermuelleriopsis barbellata Fan, Walter & Proctor, 2003
  - Ledermuelleriopsis clavisetaFan, Walter & Proctor, 2003
  - Ledermuelleriopsis giresuniensis Dogan & Ayyildiz, 2003
  - Ledermuelleriopsis guilinensisHu & Laing, 1996
  - Ledermuelleriopsis incisa Wood, 1967[1]
  - Ledermuelleriopsis medicae Khanjani & Ueckermann, 2002
  - Ledermuelleriopsis meilingensis (Hu, Xia & Chen, 1997)
    - = Ledermulleriopsis meilingensis Hu, Xia & Chen, 1997

  - Ledermuelleriopsis ornata Tseng, 1982
  - Ledermuelleriopsis parvilla Fan, Walter & Proctor, 2003
  - Ledermuelleriopsis plumosa Willmann, 1951
  - Ledermuelleriopsis punctata Soliman, 1975
  - Ledermuelleriopsis pustulosa Fan, Walter & Proctor, 2003
  - Ledermuelleriopsis simplexus Soliman, 1975
  - Ledermuelleriopsis spinosa Wood, 1967[1]
  - Ledermuelleriopsis taylori Habeeb, 1961
  - Ledermuelleriopsis terrulenta Ueckermann & Smith-Meyer, 1987
  - Ledermuelleriopsis toleratus Kuznetsov, 1977
  - Ledermuelleriopsis triscutata Willmann, 1953
  - Ledermuelleriopsis verricula Fan & Liu, 1999
  - Ledermuelleriopsis wuyanensis Hu & Laing, 1996
  - Ledermuelleriopsis zahiri Khanjani & Ueckermann, 2002
- Geslacht Macrostigmaeus Berlese, 1910
  - Macrostigmaeus serpentinus (Berlese, 1910)
    - = Stigmaeus serpentinus Berlese, 1910
- Geslacht Makilingeria Rimando & Corpuz-Raros, 1996
  - Makilingeria alveolata (Tseng, 1982)
    - = Mullederia alveolata Tseng, 1982

  - Makilingeria lagunae Rimando & Corpuz-Raros, 1996
- Geslacht Mediolata Canestrini, 1889
- Geslacht Mendanaia Wood, 1971
  - Mendanaia longisetis Wood, 1971
- Geslacht Mullederia Wood, 1964
- Geslacht Mullederiopsis Rimando & Corpuz-Raros, 1996
  - Mullederiopsis barrionae Rimando & Corpuz-Raros, 1996
  - Mullederiopsis plumata Rimando & Corpuz-Raros, 1996
- Geslacht Neilstigmaeus Gerson & Smith-Meyer, 1995
  - Neilstigmaeus lamingtoni Gerson & Smith-Meyer, 1995
- Geslacht Parastigmaeus Kuznetsov, 1984
  - Parastigmaeus capensis (Meyer, 1969)
    - = Pseudostigmaeus capensis Meyer, 1969

  - Parastigmaeus andreae Khanjani & Ueckermann, 2002
- Geslacht Paravillersia Kuznetsov, 1978
  - Paravillersia grata Kuznetsov, 1978
- Geslacht Pilonychiopus Meyer, 1969
  - Pilonychiopus cliffortus Meyer, 1969
  - Pilonychiopus tutus Meyer, 1969
- Geslacht Postumius Kuznetsov, 1977
  - Postumius tectus Kuznetsov, 1977
  - Postumius gloriosus Kuznetsov, 1978
- Geslacht Primagistemus Fan & Zhang, 2002[4]
  - Primagistemus loadmani (Wood, 1967)
    - = Stigmaeus loadmani Wood, 1967[1]

  - Primagistemus wuyiensis Fan & Zhang, 2002
- Geslacht Prostigmaeus Kuznetsov, 1984
- Geslacht Pseudostigmaeus Wood, 1967[1]
- Geslacht Stigmaeus Koch, 1836

  - Stigmaeus arboricola Wood, 1981[5]
  - Stigmaeus luxtoni Wood, 1981[5]
  - Stigmaeus montanus Wood, 1981[5]
  - Stigmaeus nikitensis Kuznetsov, 1978
  - Stigmaeus novazealandicus Wood, 1981[5]
- Geslacht Storchia Oudemans, 1923
- Geslacht Summersiella Gonzalez-R., 1967
  - Summersiella coprosmae (Wood, 1967)
    - = Stigmaeus coprosmae Wood, 1967[1]
    - = Summersiella ancydactyla Gonzalez-R., 1967

  - Summersiella camphorae Fan & Zhang, 2002
- Geslacht Villersia Oudemans, 1927
  - Villersia vietsi Oudemans, 1927
  - Villersia sudetica Willmann, 1956
- Geslacht Villersiella Willmann, 1953
  - Villersiella quadriscutata Willman, 1953
- Geslacht Zetzellia Oudemans, 1927
  - Zetzellia methlagli Oudemans, 1927
  - Zetzellia antipoda Wood, 1967[1]
  - Zetzellia australis Gonzalez, 1965
  - Zetzellia beijingensis Wang & Xu, 1986
  - Zetzellia buxi Ueckermann & Smith-Meyer, 1987:
  - Zetzellia crassirostris (Leonardi, 1899)
    - = Stigmaeus crassirostris Leonardi, 1899

  - Zetzellia gonzalezi Wood, 1967[1]
  - Zetzellia graeciana Gonzalez, 1965
  - Zetzellia javanica Ehara & Oomen-Kalsbeek, 1983
  - Zetzellia languida Gonzalez, 1965
  - Zetzellia lushanensis Hu & Chen, 1992
    - = Zetzellia huaxiensis Hu, 1996

  - Zetzellia mali (Ewing, 1917)
    - = Caligonus mali Ewing, 1917

  - Zetzellia malvinae Matioli, Ueckermann & de-Oliveira, 2002
  - Zetzellia maori Gonzalez, 1965
  - Zetzellia mapuchina Gonzalez, 1965
  - Zetzellia methlagli Oudemans, 1927
  - Zetzellia oudemansi Wood, 1967[1]
  - Zetzellia rugosa Ehara & Oomen-Kalsbeek, 1983
  - Zetzellia sivicola Gonzalez, 1965
  - Zetzellia talhouki Dosse, 1967
  - Zetzellia yusti Summers, 1960
- Geslacht Zetzelliopsis Willmann, 1956
  - Zetzelliopsis paxi Willmann, 1956